# C. Aubrey Smith
Sir Charles Aubrey Smith, CBE (* 21. Juli 1863 in London, England; † 20. Dezember 1948 in Beverly Hills, Kalifornien) war ein britischer Cricketspieler sowie Theater- und Filmschauspieler. Er gehörte zu den profiliertesten Charakterdarstellern der 1930er und 1940er Jahre in Hollywood und verkörperte besonders häufig britische Aristokraten oder Militärs.

## Leben

### Frühes Leben und Cricketkarriere

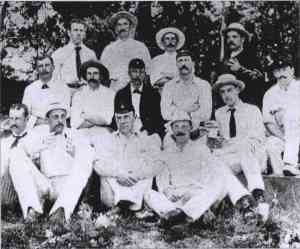
Englands Cricketteam mit Smith (mittlere Reihe, 3. von links), Herbst 1888

C. Aubrey Smith wurde 1863 in London als Sohn eines Wundarztes geboren. Er besuchte die Charterhouse School und studierte an der University of Cambridge, in dessen Cricketmannschaft auf der Position des Bowlers spielte. Auch spielte er zwischen 1882 und 1896 für Sussex und erzielte während seiner Karriere in 143 First-Class-Spielen 346 Wickets. Wegen seines eigenwilligen Spielstils, bei dem er einen ungewöhnlichen Anlaufweg beim bowlen wählte, lautete sein Spitzname „Round the Corner Smith“. Er war Teil des Teams das 1887/88 nach Australien reiste, war jedoch im wichtigsten Spiel der Tour nicht im Kader. Sein einziger Einsatz für die Nationalmannschaft erfolgte 1889, als er das Team als Kapitän in das erste, später als Test klassifizierte, Spiel der Tour in Südafrika führte. Er war der dominierende Bowler des Spiels (5/19 & 2/42) und führte das Team schon am zweiten Tag zum Sieg. Er blieb eine Zeit in Südafrika, spielte dort unter anderem für Transvaal. Auch versuchte er sich zu dieser Zeit als Goldsucher. Er erlitt eine schwere Lungenentzündung und wurde von den Ärzten fälschlicherweise schon für tot erklärt. Nach seiner Rückkehr nach England nahm er seine Sportkarriere nicht wieder auf und arbeitete als Börsenmakler und Lehrer. Er überlegte sich auch, wie sein Vater Arzt zu werden, gab den Gedanken jedoch auf.

### Schauspielkarriere
Smith Karriere als Schauspieler begann im Jahre 1895 auf verschiedenen Londoner Bühnen. Im folgenden Jahr hatte er mit Der Gefangene von Zenda in einer Doppelrolle des Prinzen und seines Doppelgängers seinen ersten Erfolg. Smith übernahm 1937 die Nebenrolle als Colonel Zapt in der gleichnamigen Verfilmung an der Seite seiner Landsleute Ronald Colman, Madeleine Carroll und David Niven. Vor dem Ersten Weltkrieg ging er mit seiner Familie in die Vereinigten Staaten und wirkte dort unter anderem in einer Reihe von Broadway-Stücken mit. Zu seinen erfolgreichsten Bühnenauftritten gehörte 1928 die Komödie The Bachelor Father von Edward Childs Carpenter als reichen englischen Adligen mit etlichen unehelichen Kindern. 
Mit dem Aufkommen des Tonfilms wurde Smith, der bereits ab 1915 gelegentlich als Filmschauspieler in britischen und US-amerikanischen Produktionen auftrat, ein vielbeschäftigter Nebendarsteller. Der hochgewachsene Schauspieler mit dem markanten Schnurrbart sowie den buschigen Augenbrauen wurde meistens als konservative und ehrenhafte Autoritätsfigur in Nebenrollen eingesetzt. Er verkörperte meistens Angehörige der englischen Aristokratie oder hochrangige Militärs. Zunächst unter Vertrag bei MGM, spielte der Schauspieler unter anderem 1931 in der Verfilmung von Bachelor Father neben Marion Davies auf. Ein Jahr später war er als Vater von Jane (Maureen O’Sullivan) in Tarzan, der Affenmensch zu sehen sowie erneut neben Marion Davies in Polly of the Circus, in dem ebenfalls Clark Gable mitwirkte. Neben Kay Francis gehörte er zur Besetzung von Guilty Hands. 1933 war er neben Greta Garbo in Königin Christine zu sehen. 1936 hatte er als grimmiger, von Vorurteilen beherrschter Earl of Dorincourt in Der kleine Lord, dessen Herz durch seinen Enkel Freddie Bartholomew erweicht wird, eine seiner wenigen Hauptrollen beim Film. Ein Jahr später kam er in John Fords Rekrut Willie Winkie, der Verfilmung der gleichnamigen Kurzgeschichte von Rudyard Kipling, als Großvater von Shirley Temple an der Seite eines weiteren Kinderstars zum Einsatz.

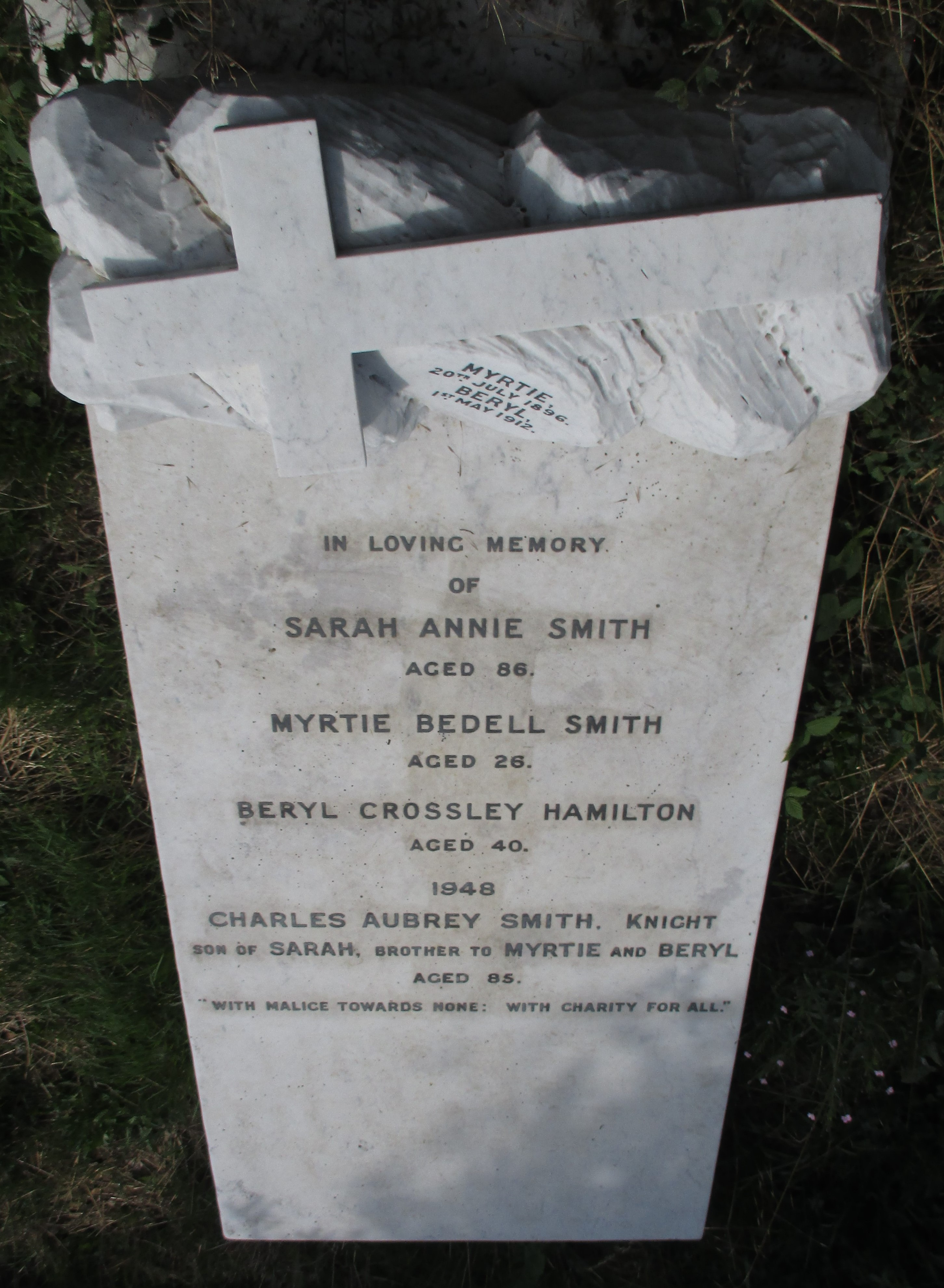
Grab von Sir Charles Aubrey Smith auf dem Friedhof in Hove

Neben seinen Auftritten in amerikanischen Filmen spielte Smith in den 1930ern regelmäßig in britischen Filmen, etwa 1938 in Sixty Glorious Years, Herbert Wilcox’ Filmbiografie über Königin Victoria. Smith verkörperte dabei den Herzog von Wellington. Im Jahre 1940 übernahm er Nebenrolle als Polizeichef in Alfred Hitchcocks Hollywood-Debüt Rebecca. In den Kriegsjahren spielte er unter anderem Baron Kelvin in der Filmbiografie Madame Curie mit Greer Garson aus dem Jahre 1943, sowie ein Jahr später einen englischen Offizier neben Irene Dunne in Die weißen Klippen. In den 1940er-Jahren war der Charakterdarsteller so bekannt, dass er 1946 sogar einen Cameo-Auftritt im Film Juwelenraub absolvierte. Smith arbeitete bis zu seinem Tod und war in über 100 Filmen zu sehen. Sein letzter Film Kleine tapfere Jo, eine Verfilmung des Romans Little Women von Louisa May Alcott, wurde nach seinem Tod in den Verleih gebracht.

### Privatleben
Während seines Südafrikaaufenthaltes heiratete er Isabella Wood und bekam eine Tochter. Sie blieben bis zu seinem Tod verheiratet. Der Schauspieler verstarb am 20. Dezember 1948 im Alter von 85 Jahren an einer Lungenentzündung. Seine Asche liegt neben seiner Mutter in Hove begraben.
Aubrey Smith blieb auch nach dem Ende seiner aktiven Karriere dem Cricket verbunden und half mit, Cricket in den USA als Sportart bekannt zu machen. Er war 1932 entscheidend an der Gründung des Hollywood Cricket Club beteiligt, der bis heute besteht. Aubrey Smith fungierte zeitweilig als Club-Präsident. Der Cricket Club wurde ein beliebter Treffpunkt für Hollywood-Stars, insbesondere aber auch für die Filmschaffenden britischer Herkunft in Hollywood. Mitglieder oder Spieler des Clubs waren unter anderem David Niven, Errol Flynn, Laurence Olivier, Leslie Howard, Basil Rathbone, Ronald Colman, Richard Barthelmess und Boris Karloff, auch Schauspielerinnen wie Elizabeth Taylor oder Olivia de Havilland konnte man dort antreffen.

## Auszeichnungen
1938 wurde Charles Aubrey Smith zum Commander des Order of the British Empire ernannt und sechs Jahre später von Georg VI. zum Knight Bachelor geschlagen. Er besitzt zudem einen Stern auf dem Hollywood Walk of Fame.

## Filmografie
- 1915: The Builder of Bridges
- 1915: John Glayde’s Honor
- 1916: Jaffery
- 1916: The Witching Hour
- 1918: Red Pottage
- 1920: The Face at the Window
- 1920: Castles in Spain
- 1920: The Bump
- 1920: The Shuttle of Life
- 1922: The Bohemian Girl
- 1922: Flames of Passion
- 1923: The Temptation of Carlton Earle
- 1924: The Unwanted
- 1924: The Rejected Woman
- 1928: Es tut sich was in Hollywood (Show People)
- 1930: Birds of Prey
- 1930: Such Is the Law
- 1930: Passion Flower
- 1931: The Bachelor Father
- 1931: Trader Horn
- 1931: Contraband Love
- 1931: Daybreak
- 1931: Never the Twain Shall Meet
- 1931: Just a Gigolo
- 1931: The Man in Posession
- 1931: Der Sohn des Rajah (Son of India)
- 1931: Guilty Hands
- 1931: The Phantom of Paris
- 1931: Surrender
- 1931: Polly of the Circus
- 1932: Tarzan, der Affenmensch (Tarzan the Ape Man)
- 1932: But the Flesh Is Weak
- 1932: Schönste, liebe mich (Love Me Tonight)
- 1932: Ärger im Paradies (Trouble in Paradise)
- 1932: No More Orchids
- 1932: They Just Had to Get Married
- 1933: The Monkey’s Paw
- 1933: Hotel auf dem Ozean (Luxury Liner)
- 1933: Secrets
- 1933: Liebeslied der Wüste (The Barbarian)
- 1933: Adorable
- 1933: Morning Glory
- 1933: Curtain at Eight
- 1933: Sexbombe (Bombshell)
- 1933: Königin Christine (Queen Christina)
- 1934: Die Rothschilds (The House of Rothschild)
- 1934: Die Spielerin (Gambling Lady)
- 1934: Die scharlachrote Kaiserin (The Scarlet Empress)
- 1934: One More River
- 1934: Bulldog Drummond schlägt zurück (Bulldog Drummond Strikes Back)
- 1934: Caravan
- 1934: Cleopatra
- 1934: We Live Again
- 1934: The Firebird
- 1935: Bengali (The Lives of a Bengal Lancer)
- 1935: Kampf um Indien (Clive of India)
- 1935: Das Mädchen, das den Lord nicht wollte (The Gilded Lily)
- 1935: The Right to Live
- 1935: The Florentine Dagger
- 1935: Jalna
- 1935: Abenteuer im Gelben Meer (China Seas)
- 1935: Kreuzritter – Richard Löwenherz (The Crusades)
- 1935: The Tunnel
- 1935: The Story of Papworth, the Village of Hope
- 1936: Der kleine Lord (Little Lord Fauntleroy)
- 1936: Romeo und Julia (Romeo and Juliet)
- 1936: Der Garten Allahs (The Garden of Allah)
- 1936: Signale nach London (Lloyd’s of London)
- 1937: Rekrut Willie Winkie (Wee Willie Winkie)
- 1937: Der Gefangene von Zenda (The Prisoner of Zenda)
- 1937: Königin Victoria (Victoria the Great)
- 1937: … dann kam der Orkan (The Hurricane)
- 1937: Thoroughbreds Don’t Cry
- 1938: Vier Mann – ein Schwur (Four Men and a Prayer)
- 1938: Entführt (Kidnapped)
- 1938: Sixty Glorious Years
- 1939: East Side of Heaven
- 1939: Vier Federn (The Four Feathers)
- 1939: The Sun Never Sets
- 1939: Five Came Back
- 1939: The Under-Pup
- 1939: Zauberer der Liebe (Eternally Yours)
- 1939: Dünner Mann, 3. Fall (Another Thin Man)
- 1939: Balalaika
- 1939: City of Chance
- 1940: Rebecca
- 1940: Wundervolles Weihnachten (Beyond Tomorrow)
- 1940: Ihr erster Mann (Waterloo Bridge)
- 1940: A Bill of Divorcement
- 1940: A Little Bit of Heaven
- 1941: Maise Was a Lady
- 1941: Free and Easy
- 1941: Arzt und Dämon (Dr. Jekyll and Mr. Hyde)
- 1943: Auf ewig und drei Tage (Forever and a Day)
- 1943: Two Tickets to London
- 1943: Das zweite Gesicht (Flesh and Fantasy)
- 1943: Madame Curie
- 1944: Die Abenteuer Mark Twains (The Adventures of Mark Twain)
- 1944: Die weißen Klippen (The White Cliffs of Dover)
- 1944: Sensationen für Millionen (Sensations of 1945)
- 1944: Secrets of Scotland Yard
- 1945: Forever Yours
- 1945: Scotland Yard Investigator
- 1945: Das letzte Wochenende (And Then There Were None)
- 1946: Juwelenraub (Terror by Night)
- 1946: Cluny Brown auf Freiersfüßen (Cluny Brown)
- 1946: Rendezvous with Annie
- 1947: High Conquest
- 1947: Die Unbesiegten (Unconquered)
- 1947: Ein idealer Gatte (An Ideal Husband)
- 1948: Liebe an Bord (Luxury Liner)
- 1949: Kleine tapfere Jo (Little Women)